# Manon Gropius

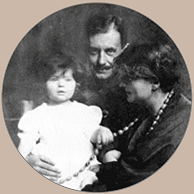
Manon Gropius met haar ouders, Alma Mahler en Walter Gropius, 1918

Manon Alma Anna Justine Caroline Gropius (Wenen, 5 oktober 1916 – aldaar, 22 april 1935) was de dochter van Walter Gropius en Alma Schindler.
Manon Gropius is na afloop van haar korte leven met name bekend geworden, omdat componist Alban Berg zijn beroemde vioolconcert aan haar opdroeg. Ook andere leden van de toenmalige  Midden-Europese intelligentsia bewonderden haar, zoals dirigent Bruno Walter of de latere (1981) winnaar van de Nobelprijs voor de Literatuur, Elias Canetti, die aan haar refereert: ”zij straalt nu nog meer bedeesdheid dan schoonheid uit, deze engelachtige, hemelse gazelle”.
Als dochter van een van de meest invloedrijke architecten van de twintigste eeuw en een van de meest besproken vrouwen uit de eerste helft van de vorige eeuw alsmede de aandacht van vele beroemde personen van toen heeft zij, hoewel een randfiguur, een bescheiden plaatsje in de geschiedenis gekregen. Niet in de laatste plaats als gevolg van de merkwaardige houding van haar beroemde, maar vanwege haar gedrag en politieke overtuiging, ook beruchte moeder ten opzichte van haar en haar halfbroer en halfzussen.

## Levensloop

### Vroegste jaren
Manon Gropius was de dochter uit het huwelijk van architect en Bauhaus-oprichter Walter Gropius met de Weense Alma Schindler, de weduwe van componist Gustav Mahler. Zij werd vernoemd naar haar oma Manon Gropius-Scharnweber.
De waarschijnlijk aan een narcistische persoonlijkheidsstoornis lijdende moeder (als jonge vrouw ”das schönste Mädchen Wiens”) is nog met Gustav Mahler getrouwd, wanneer zij zes weken in kuuroord Tobelbad verblijft. Zij ontmoet daar Walter Gropius, met wie zij een relatie begint. Het, als gevolg van een blunder van Gropius zelf, ontdekken van deze verhouding was een enorme slag voor Mahler. Hij overleed bijna twaalf maanden later.
Na zijn dood onderhield de weduwe Mahler een relatie met het Weense enfant terrible van die tijd, de schilder Oskar Kokoschka. Uiteindelijk zal zij toch op 18 augustus 1915 voor de tweede keer in het huwelijk treden, ditmaal met Gropius.  Wanneer dochter Manon geboren wordt, dient Gropius aan het front, want de Eerste Wereldoorlog is in volle gang. Het commentaar op de boreling van de moeder: "Zijn geest, mijn lichaam! Ons beider samensmelting heeft een halfgod laten verschijnen".
Enkele maanden later is mannenverslindster Alma rond 1917 in Wenen alweer aan een volgende affaire begonnen. Het huwelijk met Gropius wordt 16 oktober 1920 ontbonden en een discussie over de voogdij barst los. Hoewel de schuldvraag over de oorzaak van scheiding duidelijk bij Alma Gropius-Schindler lag, nam voor de rechtbank Walter Gropius de volledige schuld op zich.

### Opleiding
Manon verblijft vanaf nu, onder de hoede van gouvernante Ida Gebauer en van privé-leraren, een enkele keer bij haar vader in Weimar (waar het Bauhaus toen nog resideerde) en bij haar moeder in Wenen, Semmering en Venetië, waar ze huizen bezit.
Via de nieuwe partner van haar moeder, theaterschrijver Franz Werfel, komt Manon in contact met toneel en zij droomt er al als klein meisje van, actrice te worden. Al als vijfjarige  vermaakt zij de aanwezigen thuis met toneelstukjes. In de Weense salon van haar moeder verkeert de culturele, artistieke beau  monde van die tijd, en sommigen stimuleren haar, de droom te ontwikkelen. Intussen gaat zij in Wenen op school, naar de progressieve meisjesschool, Institut Hanausek. Mede door de privé-leraren leert zij al vroeg piano spelen en vloeiend Frans en Italiaans te spreken.
Haar vader is hertrouwd met Ilse Frank en verhuist naar de door hem ontworpen Meisterhäuser van het Bauhaus in Dessau. Vanuit de optiek van moeder Alma, dat alles om haar draait, toont ze zich uiterst bezitterig wanneer het om dochter Manon gaat, en wordt het contact met haar vader beperkt. Pas in 1927 krijgt Manon toestemming om haar vader weer eens te gaan bezoeken. Ook daarna moet haar vader allerlei kunstgrepen toepassen, om in contact met zijn dochter te kunnen blijven, zonder interventies van moeder Alma te veroorzaken.

### Leven in Wenen
Naast de situatie, dat ouder wordende Alma Werfel haar serene en lieftallige dochter als een trofee (die te pas en te onpas aan haar entourage en verdere bezoekers in haar salon ten tonele gevoerd wordt) binnen haar volledige geënsceneerde wereld behandelt, is er een nog duisterder kant aan haar voorkeur voor Manon: haar virulente antisemitisme.
Zo schroomt Alma niet om tegen anderen, waaronder Canetti (zelf een Sefardische Jood) of haar dochter Anna Mahler, dingen te zeggen als ”Ze (Manon) is mooi, hè? Manon is een klasse apart, wat is er mis een mooie zus te hebben? Zo vader, zo dochter, heb je Gropius weleens gezien? Een grote, mooie man, een echt Arisch type. Tja, alle anderen waar ik verliefd op werd, waren kleine Joodjes. Zoals Mahler”. Keer op keer werd anderen duidelijk gemaakt, dat van haar vier kinderen alleen Manon geen ”Mischling” (= halfbloed) was. Om de anderen gaf zij eigenlijk geen zier. Maar wat is er ook te verwachten van een vrouw die haar huidige partner dan als volgt omschrijft ”Werfel ist ein O-beiniger, fetter Jude mit wülstigen Lippen und schwimmenden Schlitzaugen! Aber er gewinnt, je mehr er sich gibt."  (Vertaald: Werfel is een vette Jood met O-benen, gezwollen lippen en waterige spleetogen. Maar hij gaat erop vooruit, hoe langer hij zijn best doet). Het Jood zijn van een ander was, vanuit haar extreme zelfbeeld gezien, een zwakte, hetgeen haar dus vanzelf weer beter dan die ander maakt.
Intussen zijn er contacten tussen de dan zestienjarige Manon en het Weense Burgtheater en er wordt haar daadwerkelijk een rol aangeboden, voor een stuk dat 1934 in Salzburg opgevoerd zal gaan worden. Haar 'oom' Franz Werfel (hij is dan nog niet getrouwd met haar moeder), als ervaren theaterschrijver heeft zijn bedenkingen, hij denkt dat Manon nog niet gereed is, om een dragende rol in een groot stuk te spelen. Zij lijkt toch op weg naar een grote carrière, zover zal het echter niet komen.

### Vader Gropius moet vluchten
Het opkomend Nationaalsocialisme vindt ook in Oostenrijk een vruchtbare voedingsbodem en de komende jaren zullen veel Joodse leden van de Weense intelligentsia en talloze vooraanstaande Joodse cultuurdragers de wijk nemen naar veiliger oorden.
Ook het Bauhaus in Dessau komt onder vuur te liggen, alles waar zij voor staan geldt als 'entartet', on-Duits. De hetze en de daarmee gepaard gaande druk leiden er 1932 toe, dat Mies van der Rohe, als directeur de laatste opvolger van Walter Gropius, zich genoodzaakt ziet, het opleidingsinstituut te sluiten en de Bauhaus-opleiding te beëindigen. Gropius zelf neemt de wijk uit Duitsland, hij vertrekt begin 1934 naar Groot-Brittannië.
Hoek van Holland was destijds een van de belangrijkste veerhavens op de route van het Europese vasteland met Engeland. Zo grensde het station direct aan de terminal van de veerboten en dat was decennialang het doel van de luxe treinen van de ”Mitteleuropäische Schlaf- und Speisewagen AG MITROPA” uit Centraal-Europa als de Berlijn-Londen Express, de Rheingold of de Austria-Express. Omdat de Berlijn-London Express (vanuit Dessau gezien) de snelste verbinding was, is het niet geheel denkbeeldig, dat hij begin dat jaar zo oversteek naar Engeland gemaakt heeft, want dan bezoeken vader en dochter Gropius Huis Sonneveld. Dit woonhuis in Rotterdam-Centrum is het woonhuis van A.H. Sonneveld, een van de leden van de directie van de Rotterdamse onderneming Erven de Weduwe J. van Nelle.
Het is niet verwonderlijk, dat er een link bestaat tussen Gropius en de Van Nelle-directie, want hij is goed bevriend met een lid van de firmantenfamilie van der Leeuw: Kees Van der Leeuw, die hem in de aanloop van de bouw van de inmiddels wereldberoemde fabriek in de Spaanse Polder verschillende keren in Dessau bezocht heeft. Tevens financierde Van der Leeuw in 1930 een Internationale Leergang over Nieuwe Architectuur bij de faculteit Bouwkunde van de TH in Delft, waar Gropius als gastspreker optrad. Daarnaast had Gropius een auto speciaal voor hem op basis van de carrosserie van een Packard Twoseater ontworpen.

### Kinderverlamming in Venetië
Maart 1934 voegt Manon zich vervolgens bij haar moeder in Venetië om de paasvakantie door te brengen. Een reis die haar uiteindelijk noodlottig zal worden.
Er heerst daar op dat moment een polio-epidemie, maar de autoriteiten hadden besloten dat te verzwijgen, om de bezoekers van hun stad geen schrik aan te jagen. Enkele weken later bleek een opkomende zware hoofdpijn, de voorbode van een lijdensweg die een jaar zal duren: Manon Gropius raakt in korte tijd grotendeels verlamd. Teruggekeerd in Wenen herstelde zij een klein beetje, maar bleef aan een rolstoel gekluisterd. Haar rol als onderdeel van haar moeders permanente enscenering van een wereld, waarvan Alma Werfel het middelpunt vormt, blijft die van ornament ter meerdere glorie van haar moeder, waarbij een verzwakkend meisje in een rolstoel een interessant, dramatisch contrapunt vormt.

### Overlijden
Wat veranderd is, is de samenstelling van de bezoekers van Alma's Weense salon: het Joodse deel neemt gaandeweg af, daarvoor  in de plaats verschijnen er meer en meer Oostenrijkse Nationaalsocialisten. Een aantal van hen zitten in het complot, dat op 25 juli 1934 tot uitvoer zal worden gebracht: het omverwerpen van de zittende Oostenrijkse regering. Zij vermoorden Bundeskanzler Engelbert Dollfuss en willen in zijn plaats de vooraanstaande jurist Anton Rintelen installeren. De putsch mislukt en de deelnemers worden veroordeeld. In de aanloop hiernaartoe, deed Alma pogingen haar doodzieke dochter aan de ruim veertig jaar oudere Rintelen uit te huwelijken, want diens politieke overtuiging en zijn te verwachten status in Oostenrijk spraken de egocentrische moeder zeer aan. Later zal ze haar trachten te verloven met de achtentwintigjarige politicus Erich Cyhlar, eveneens een fascist waar Alma in de toekomst veel van verwacht.
Ondanks haar handicap tracht Manon Gropius te blijven acteren en blijft thuis kleine voorstellingen geven. Uiteindelijk zal zij op paasmaandag, 22 april 1935 overlijden als gevolg van ademhalingsproblemen en verdere complicaties.
Haar vader en stiefmoeder reizen vanuit Londen, ondanks de risico's die zij lopen in Duitsland door de nazi's opgepakt te worden, naar Wenen. De begrafenis op de Weense begraafplaats Grinzing is een societygebeuren van de eerste orde.

### Monument
Naast het grafmonument, dat haar vader voor haar zal ontwerpen en diverse publicaties naar aanleiding van haar overlijden, zal zij voortleven in de muziek.
Componist en huisvriend Alban Berg  zal, wanneer hij van de dood van "Mutzi" (Manons koosnaam) ervaart, dusdanig geëmotioneerd raken, dat hij besluit een monument voor haar op te richten. Hij stelt zich als doel de "Wesenszüge des jungen Mädchens in musikalische Charaktere zu übersetzen". Vanuit zijn diepste gevoelens schrijft hij een buitengewoon werk, dat hij aan haar nagedachtenis opdraagt "dem Andenken eines Engels".
Hiermee is de tragiek rond dit vioolconcert nog niet ten einde, want Berg zal, door een bloedvergiftiging ernstig verzwakt, het meesterwerk nog net kunnen voltooien alvorens aan de vooravond van Kerstmis 1935 te overlijden. De première van zijn eigen vioolconcert zal hij niet meer meemaken.